# Thomas N'Kono
Thomas N'Kono, kamerunski nogometaš in trener, * 20. julij 1956, Dizangue, Kamerun.
N'Kono je veljal za enega najboljših afriških vratarjev. Igral je za kluba Canon Yaoundé in RCD Espanyol ter za kamerunsko nogometno reprezentanco.